# Ариадна (опера)

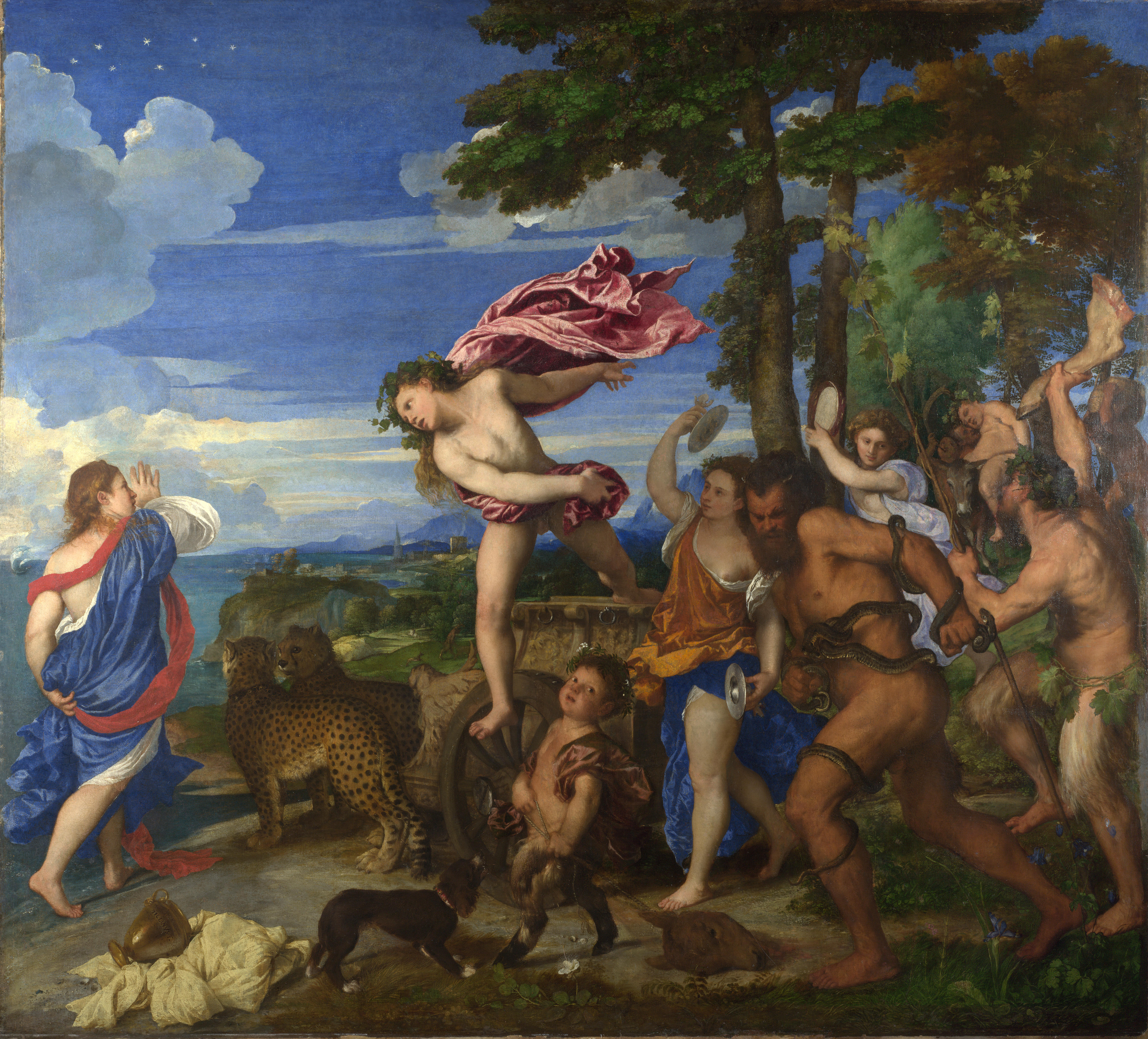
Тициан. Вакх и Ариадна

«Ариадна» (SV291, итал. L'Arianna) — утраченная опера итальянского композитора Клаудио Монтеверди  в восьми сценах. Одна из самых ранних опер, была написана в 1607—1608 годах и впервые исполнена 28 мая 1608 года в рамках музыкальных торжеств по случаю свадьбы при дворе герцога Винченцо Гонзага в Мантуе. Партитура оперы не сохранилась, за исключением речитатива героини, известного как «Lamento d’Arianna» («Плач Ариадны»). Либретто, которое сохранилось полностью, написано Оттавио Ринуччини. История Ариадны, оставленной Тесеем на острове Наксос, и её последующего вознесения в качестве невесты бога Вакха позаимствована Ринуччини из «Героид» Овидия и других классических источников.
Опера была создана в очень короткое время; композитор впоследствии отмечал, что усилия по созданию этого произведения «чуть не убили его». Премьера оперы, с использованием роскошных и новаторских спецэффектов, имела успех при мантуанском дворе, «Ариадна» была столь же хорошо принята в Венеции, когда была возобновлена под руководством композитора в 1640 году, став первой постановкой на сцене театра Сан-Моизе.
Либретто Ринуччини известно в нескольких редакциях. Музыка «Плача…» сохранилась, потому что она была издана Монтеверди в нескольких различных версиях, независимо от партитуры оперы. Этот фрагмент вызвал большой интерес и получил широкое распространение; «выразительный плач», созданный под влиянием «Плача Ариадны», стал неотъемлемой чертой итальянской оперы на протяжении большей части XVII века. В XX веке «Плач…» стал популярным концертным произведением и часто записывался.

## История создания
Примерно в 1590 году уроженец Кремоны Клаудио Монтеверди получил должность альтиста при дворе герцога Винченцо Гонзага. Спустя десять лет он стал maestro della musica герцога За это время в мире музыкального театра произошли значительные изменения; в 1598 году во Флоренции было исполнено произведение, признанное первым в новом жанре «оперы» — «Дафна» Якопо Пери и Оттавио Ринуччини. Герцог быстро осознал потенциал этой новой музыкальной формы для повышения престижа тех, кто пожелает поддерживать развитие этого жанра.
В рамках своих придворных обязанностей Монтеверди часто сочинял или аранжировал музыку для театрализованных постановок. Среди его произведений, созданных в Мантуе — полноценная опера «Орфей», написанная на либретто Алессандро Стриджио Младшего и представленная двору 24 февраля 1607 года. Эта постановка очень понравилась герцогу, который заказал повторный показ на 1 марта того же года. Согласно свидетельству современника, произведение «невозможно было сделать лучше … Музыка, соблюдая должную приличность, служит поэзии настолько хорошо, что нигде нельзя услышать ничего более прекрасного». Затем Монтеверди должен был написать несколько пьес для свадьбы сына и наследника герцога Франческо с Маргаритой Савойской, которая намечалась на начало мая 1608 года. Это музыкальный пролог к пьесе Баттисты Гуарини «L’idropica» и постановку драматического балета «Il ballo delle ingrate» («Танец неблагодарных дам») на текст Оттавио Ринуччини. Также предполагалось исполнение оперы, хотя изначально не было уверенности, что Монтеверди ее успеет написать. Среди других рассматриваемых работ — «Le nozze di Peleo e Tetide» Пери («Брак Пелея и Фетиды») по либретто Франческо Чини и новая постановка «Дафны» Марко да Гальяно. Однако сочинение Пери было исключено из программы, а «Дафна» Гальяно предназначалась для постановки на Карнавале 1607—1608 годов. Герцог постановил, что свадебная опера должна быть основана на мифе об Ариадне и что Ринуччини должен написать текст. Монтеверди было поручено написать к ней музыку.

### Либретто
Во время работы над «Ариадной» Ринуччини был, вероятно, самым опытным и выдающимся из всех либреттистов. Еще в 1579 году он написал стихи для флорентийского придворного развлечения «Маски Амазонок» (Maschere d’Amazzoni). Он стал широко известен благодаря своим стихотворным вкладам в прославленную пьесу Джироламо Баргальи La Pellegrina («Женщина-пилигрим»), поставленную в мае 1589 года на свадьбе Фердинандо I Медичи и Кристины Лотарингской. Согласно Гальяно, Ринуччини оказал основное влияние на становление оперы как жанра; он адаптировал условности современных лирических поэтов при создании либретто для двух самых ранних опер, «Дафна» и «Эвридика» — последнюю положили на музыку Пери и Джулио Каччини.
Для своего либретто «Ариадна» Ринуччини опирался на различные классические источники, в частности, на десятую книгу «Героид» Овидия, части Carmina Катулла и раздел в эпической «Энеиде» Вергилия, посвященный расставанию Дидоны и Энея. Он также использовал более поздние литературные произведения — «Неистовый Роланд» Людовико Ариосто, «Освобожденный Иерусалим» Торквато Тассо и перевод Джованни Андреа дель Ангуиллары (1561) «Метаморфоз» Овидия. Либретто было расширено во время репетиций, когда Карло де Росси, придворный герцога, сообщил о жалобе герцогини Элеоноры на то, что пьеса «очень сухая» и нуждается в дополнительных действиях. Либретто, опубликованное в Венеции в 1622 году, включает в себя пролог и восемь сцен, хотя исследователями предлагаются другие варианты его разделения. Например, музыковед Боян Буйич предложил альтернативу в пяти сценах с прологом.

### Музыка
Монтеверди, вероятно, начал работу над партитурой в конце октября или начале ноября 1607 года, поскольку прибытие Ринуччини в Мантую можно датировать 23 октября. Так как репетиции должны были начаться в новом году, Монтеверди сочинил произведение в спешке и под значительным давлением. Почти 20 лет спустя он жаловался в письме к Стриджио на невзгоды, которые ему пришлось перенести: «Это было краткое время, которое почти довело меня до смерти за сочинением „Ариадны“». 
Монтеверди, по-видимому, закончил партитуру к началу января, после этого наступил репетиционный период. Однако композитору потребовалось дополнить оперу, когда в процесс вмешался Росси. Среди добавленных или расширенных эпизодов была ранняя сцена между Венерой и Купидоном, а также благословение Юпитера с небес в финале оперы. В марте 1608 года, в самом начале репетиций, запланированному выступлению оперы помешала смерть от оспы ведущей сопрано Катерины Мартинелли. Главную партию по смерти Мартинелли доверили известной актрисе и певице из Мантуи Вирджинии Рампони-Андреини, прозванной «Ла Флоринда». Придворный Антонио Костантини позже сообщил, что она выучила роль Ариадны за шесть дней. Музыковед Тим Картер предполагает, что плач Ариадны, возможно, был добавлен к опере на этом позднем этапе, чтобы использовать хорошо известные вокальные способности «Ла Флоринды».

## Роли и исполнители на премьере
Полный список исполнителей на премьере оперы неизвестен. Хотя участие таких певцов, как Ла Флоринда и Франческо Рази документально подтверждено, некоторые авторы строят гипотезы в отношении распределения ролей среди других певцов. Существует несколько версий опубликованного либретто; список ролей взят из издания Джерардо и Исеппо Имберти (Венеция, 1622).
| Роль                         | Исполнитель 28 мая 1608 года |
| ---------------------------- | --- |
| Аполлон                      | Франческо Рази (тенор) |
| Венера                       | Нет данных (предположительно, сопрано). По словам Картера, предположение, что эту роль исполнила Сеттимия Каччини, неверно, так как в это время её не было в Мантуе. Письмо от мантуанского придворного, цитируемое Фаббри, указывает, что роль была отдана певцу из Флоренции, которого послали в качестве возможной замены Мартинелли. |
| Амур                         | Нет данных (предположительно, сопрано). Не исключено, что Андреини исполняла и эту роль |
| Тесей                        | Возможно, Антонио Бранди ("Il Brandino") альт-кастрат |
| Ариадна                      | Виргиния Рампони-Андреини ("La Florinda") сопрано |
| Советник (Counsellor)        | Возможно, Франческо Кампаньоло (тенор). Картер указывает, что Кампаньоло пел в «Ариадне», но не уточняет, какие роли. |
| Messaggero (Tirsi)           | Возможно, Санти Орланди (тенор) |
| Дорилла                      | Возможно, Сабина Росси (сопрано) |
| Первый посланник (Nuntio I)  | Возможно, Франческо Кампаньоло (тенор) |
| Второй посланник (Nuntio II) | Нет данных |
| Юпитер                       | Возможно, Бассано Касола (тенор) |
| Вакх                         | Франческо Рази (тенор) |
|                              | Хор солдатов Тесея; хор рыбаков; хор свиты Вакха |

## История постановок

### Премьера: Мантуя, 1608 год

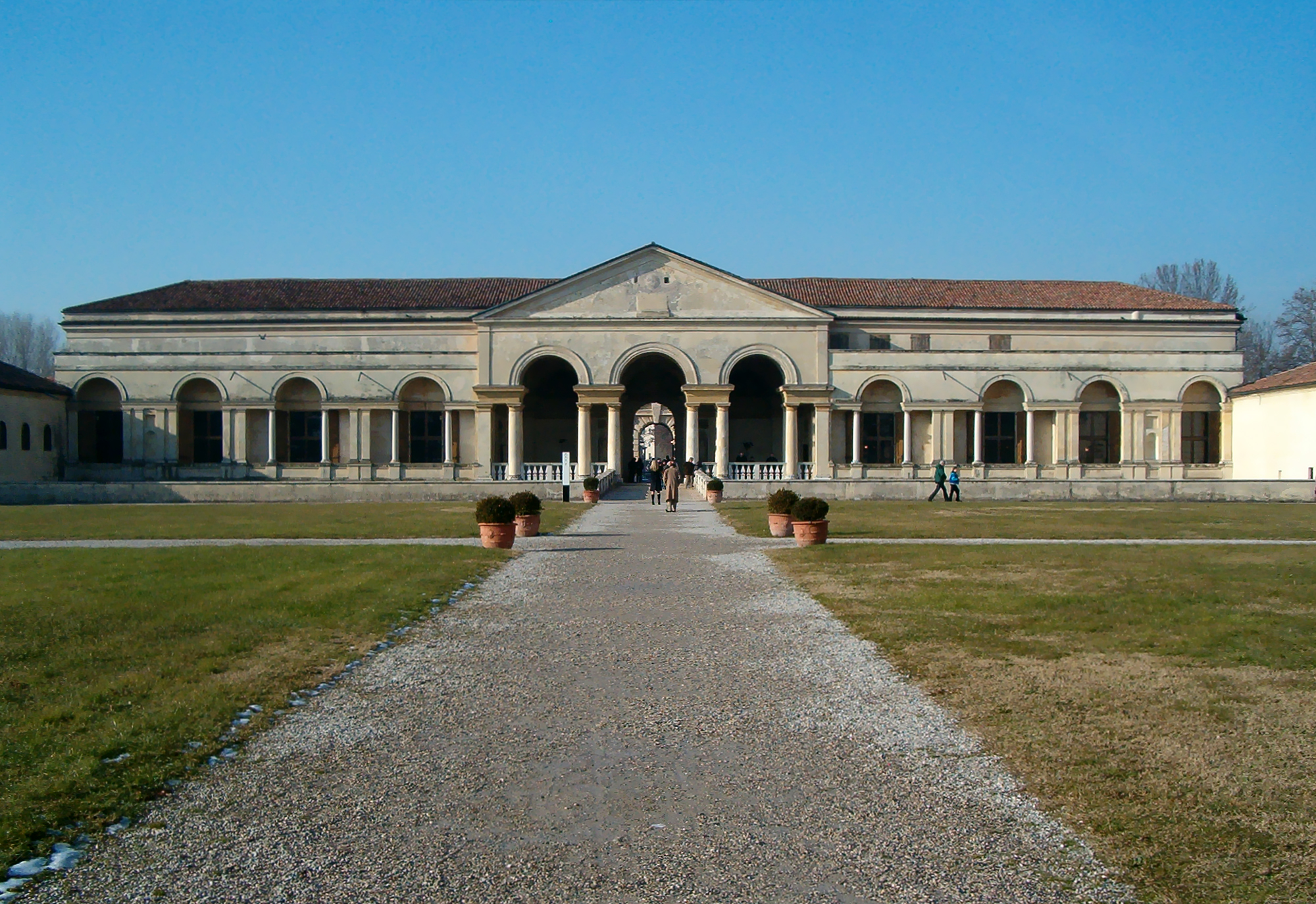
Палаццо дель Те в Мантуе. Здесь Монтеверди служил придворным музыкантом с 1590 по 1612 год

Дата свадьбы Гонзага неоднократно переносилась из-за дипломатических проблем, задержавших прибытие невесты в Мантую до 24 мая. Свадебные торжества начались представлением «Ариадны» через четыре дня, 28 мая 1608 года. По этому случаю был построен большой временный театр; согласно придворному летописцу Федерико Фоллино, в нём помещалось 6000 человек — цифра, которую Картер считает маловероятной. Какими бы ни были размеры, театр не мог вместить всех желающих. В отчёте Фоллино говорится, что, хотя герцог строго ограничил количество своих приближённых, допущенных на представление, многие выдающиеся иностранные гости не могли сесть и были вынуждены толпиться у дверей.
Несмотря на то, что декорации на сцене не менялись, постановка была роскошной, сценическими механизмами управляли 300 человек. Как сообщал Фоллино, сцена представляла собой «дикое каменистое место посреди волн, которые в самой дальней части можно было видеть постоянно в движении». Когда действие началось, Аполлон был показан «сидящим на очень красивом облаке … которое, спускаясь понемногу … за короткое время достигло сцены и … мгновенно исчезло». После этого все исполнители отлично проявили себя в певческом искусстве; «каждая вокальная партия удалась более чем чудесно». Энтузиазм Фоллино нашел отражение и в других докладах высокопоставленных лиц своему двору. Посол дома Эсте, называя произведение «музыкальной комедией», упомянул, в частности, исполнение Андреини, которое в ее жалобах «заставило многих плакать», а также выступление Франческо Рази, который в образе Вакха «божественно пел». По словам Марко да Гальяно, музыка Монтеверди «вызвала слезы у всей публики». Всего опера длилась два с половиной часа.

### После премьеры

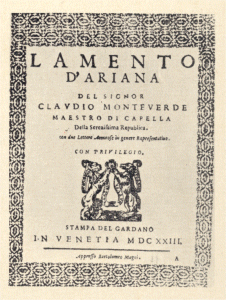
Титульная страница венецианского издания «Lamento d'Ariana» 1623 года

Несмотря на положительный прием, оказанный «Ариадне» на премьере, герцог не потребовал повторного показа, как годом ранее был по его требованию повторен «Орфей» годом ранее. Возможно следующее исполнение «Ариадны» относится к 1614 году, когда двор Медичи во Флоренции запросил копию партитуры, предположительно с намерением поставить оперу. В начале 1620 года Стриджио попросил Монтеверди прислать ему партитуру для предполагаемого выступления в Мантуе в рамках празднования дня рождения герцогини Катерины. Монтеверди потратил много сил и средств на подготовку новой рукописи с исправлениями; если бы у него было больше времени, он сообщил Стриджио, он бы отредактировал работу более тщательно. Не получив известий от мантуанского двора, Монтеверди написал Стриджио 18 апреля 1620 года, предлагая помочь с постановкой. Однако через месяц или около того он узнал, что празднования были сокращены, и «Ариадна» не ставилась.

### Возрождение: Венеция, 1639–1640 годы
По некоторым данным, вероятно, опера ставилась в Дубровнике около 1620 года. Перевод либретто на хорватский язык был опубликован в Анконе в 1633 году. Однако единственное достоверно известное возобновление постановки «Ариадны» произошло в Венеции в 1640 году. В марте в город приехал оперный театр. Еще в 1637 году, когда открылся новый театр Сан-Кассиано, первый театр, построенный специально для публичных исполнений опер, первой постановкой на его сцене стала исполнением «Андромеда» Франческо Манелли. Успех нового театра привёл к настоящему буму оперных постановок в Венеции, открывались новые оперные сцены. «Ариадна» Монтеверди была выбрана для открытия театра Сан-Моизе во время карнавала 1639-1640 годов (точная дата неизвестна). Отредактированная версия либретто, в которой сделаны существенные сокращения и исправления по сравнению с вариантом 1608 года, была опубликована в 1639 году. Были убраны отрывки, связанные с мантуанской свадьбой. Композитор, ему в то время было 73 года, имел высокий авторитет в Венеции, будучи музыкальным руководителем Базилики Святого Марка с 1613 года. В посвящении, предварявшем новое издание либретто Монтеверди назван «[…] самым прославленным Аполлоном столетия и один из высочайших умов человечества». Опера была принята с большим энтузиазмом венецианской публикой, уже знакомой с «Плачем Ариадны», вышедшим отдельным изданием в Венеции в 1623 году. В течение нескольких недель театр заменил «Ариадну» новой оперой Монтеверди «Возвращение Улисса на родину», которая также имела большой успех.

### Утрата партитуры
После возобновления оперы в Венеции в 1639–1640 годах больше нет данных о постановках «Ариадны». Либретто Ринуччини, которое публиковалось несколько раз при жизни Монтеверди, сохранилось, но музыка оперы была утрачена после 1640 года. Сохранилась лишь сцена 6, известная как «Плач Ариадны» («Lamento d'Arianna»). Утратившая музыку опера разделяет судьбу большинства театральных работ Монтеверди: партитуры шести из девяти опер его авторства на сегодняшний день не сохранились.

## Плач Ариадны

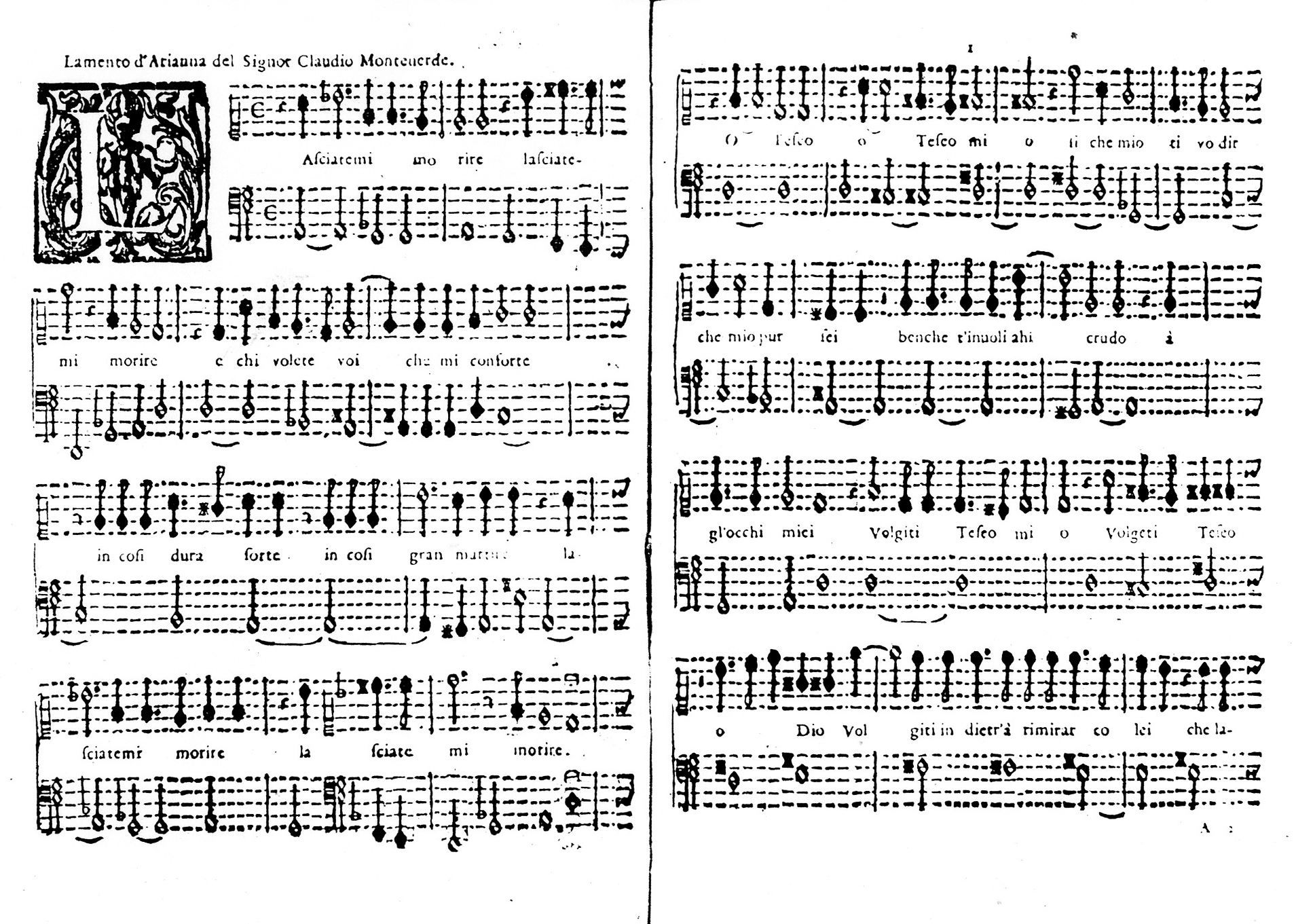
Первые две страницы первого издания «Плача Ариадны». Издательство Гардано, Венеция, 1623

«Плач Ариадны» был спасен от забвения решением Монтеверди издать его независимо от оперы: сначала в 1614 году как пятиголосный мадригал, затем в 1623 году как монодию и, наконец, в 1641 году как духовный гимн "Lamento della Madonna". Вариант для пяти голосов вошел в Шестую книгу мадригалов композитора; есть свидетельства того, что эта аранжировка была сделана по предложению неназванного венецианского аристократа, который думал, что мелодия выиграет от контрапункта. В 1868 году плач был опубликован в Париже, а в 1910 году итальянский композитор Отторино Респиги выпустил отредактированную оркестровую транскрипцию.
По мнению музыковеда Сюзанны Кьюзик «в значительной степени слава и исторический статус Монтеверди на протяжении веков основывались на всеобщем признании его достижений в знаменитом плаче, [который] был одним из самых популярных, и поэтому влиятельным произведением начала XVII века». Кьюзик утверждает, что Монтеверди стоял у истоков плача и как жанра камерной вокальной музыки и как стандартной оперной сцены «что станет решающим, почти определяющим жанр для полномасштабных публичных опер XVII века в Венеции». В заключение музыковед добавляет, что женщины Мантуи могли соотнести чувства, выраженные в плаче Ариадны, со своими собственными жизненными историями. По ее мнению, Монтеверди стремился изобразить в музыке окончательный триумф женского благочестия над распущенностью: «Постепенная утрата Ариадной своего страстного «я» в плаче представляет собой публичное музыкальное наказание этой неосторожной женщины, осмелившейся выбрать себе пару». В своем исследовании «Речитатив-монолог» Маргарет Мурата отмечает, что плач подобного рода стал основным элементом опер примерно до 1650 года, «затем он появляется все реже до полного триумфа арии около 1670 года». Марк Рингер в своем анализе музыкальной драмы Монтеверди предполагает, что плач определяет новаторское значение творчества Монтеверди так же, как два с половиной века спустя «Прелюдия» и «Либестод» в «Тристане и Изольде» возвестила об открытии Вагнером новых средств выразительности.
В «Ариадне» плач принимает форму расширенного речитатива в пяти разделах, разделенных хоровыми комментариями. Некоторые из формулировок прорисованы в непосредственно предшествующей сцене, в которой Первый посланник описывает бедственное положение Ариадны сочувствующему хору рыбаков. Плач изображает различные эмоциональные реакции Ариадны на ее судьбу: печаль, гнев, страх, жалость к себе, отчаяние и осознание тщетности своих усилий. Кьюзик обращает внимание на то, как Монтеверди может выражать музыкальными средствами «риторические и синтаксические жесты» текста Ринуччини. Начальные повторяющиеся слова «Lasciatemi morire» («Дай мне умереть») сопровождаются доминирующим септаккордом, который Рингер считает «незабываемым хроматическим ударом боли».
Среди других композиторов, которые переняли формат и стиль плача Ариадны, были Франческо Кавалли, чья опера «Le nozze di Teti e di Peleo» содержит три таких пьесы; Франческо Коста, включивший оформление текста Ринуччини в свой сборник мадригалов Pianta d'Arianna;  и Сиджизмондо д'Индия, написавший несколько плачей в 1620-х годах после публикации монодической версии плача Ариадны (1623). Сам Монтеверди использовал выразительный формат плача в двух своих поздних операх — «Возвращении Улисса на родину» и «Коронации Поппеи», для двух героинь — Пенелопы и Октавии соответственно. В 1641 году Монтеверди преобразовал плач Ариадны в духовный гимн с латинским текстом «Pianto della Madonna» (incipit: «Iam moriar, mi fili»), которую он включил в Selva morale e spirituale, последний из своих сборников, опубликованных при его жизни.

## Синопсис
Действие предваряет краткий Пролог, в котором Аполлон произносит речь. Затем на пустынном берегу моря беседуют Венера и Амур. Венера сообщает Амуру, что герцог Афинский Тесей вместе с Ариадной на пути в Афины и скоро прибудут на остров Наксос. Они бегут с Крита, где Тесей с помощью Ариадны убил её сводного брата, Минотавра, в лабиринте под дворцом ее отца, царя Миноса. Венера знает, что Тесей намеревается оставить Ариадну на Наксосе и отправиться в Афины в одиночку. Купидон предлагает разжечь страсть Тесея к Ариадне, но Венера решила отдать её в жёны 
Вакху и просит Купидона содействовать её плану.
Купидон прячется, Тесей и Ариадна высаживаются на остров неподалеку. Ариадна размышляет о своей измене отцу, но признается в любви к Тесею. Она отправляется искать укрытие на ночь, после чего хор рыбаков сравнивает ее глаза со звездами на небесах. Тесей, наедине со своим советником, обсуждает свой отказ от Ариадны, и ему сообщают, что это решение оправдано, поскольку граждане Афин никогда не примут Ариадну как супругу их правителя.
Хор встречает рассвет, когда Ариадна, после беспокойного ночного сна, возвращается на берег со своей спутницей Дориллой и обнаруживает, что Тесей ушел. Дорилла предлагает ей утешение. В отчаянии при мысли, что Тесей не вернется, Ариадна все же решает отправиться на берег, где они высадились накануне, чтобы дождаться его. В пасторальной интерлюдии хор воспевает радости деревенской жизни и выражает надежду, что Тесей не забудет Ариадну. 
Узнав от посланника новость о том, что Ариадна одна и скорбит, хор снова поет о сочувствии к ней. На берегу моря Ариадна оплакивает потерянную любовь и хочет покончить с собой. В этот момент раздаются фанфары, возвещающие о чём-то прибытии, заставляя Ариадну надеяться, что это вернулся Тесей. В другой интерлюдии хор сочувствует, но второй посланник объявляет, что прибыл Вакх, сжалившись над Ариадной. Хор на музыку танца балло предсказывает скорую помолвку Вакха и Ариадны. В финальной сцене снова появляется Купидон, и Венера поднимается из моря перед тем, как Юпитер произносит свое благословение с небес. Союз скреплен тем, что Вакх обещает Ариадне бессмертие на небесах и звездный венец.